# توماس صموئيل آش
توماس صموئيل آش هو قاضي ومحامي وسياسي أمريكي، ولد في 19 يوليو 1812، وتوفي في 4 فبراير 1887. نشط حزبياً في الحزب الديمقراطي. وقد انتخب عضو مجلس ولاية كارولاينا الشمالية ‏ وانتخب عضو مجلس نواب كارولينا الشمالية ‏ وانتخب عضو مجلس النواب الأمريكي.